# یک بار (فیلم)
یک بار (انگلیسی: Once) فیلمی در ژانر موزیکال به کارگردانی جان کارنی است که در سال ۲۰۰۷ منتشر شد.

## دی وی دی و بلو-ری
یک بار به صورت دی وی دی در ۱۸ دسامبر ۲۰۰۷ در ایالات متحده، و در ۲۵ فوریه ۲۰۰۸ در انگلستان، و پس از آن نسخه بلو-ری انگستان در ۱۶ فوریه ۲۰۰۹ منتشر شد. یک بار به صورت بلو-ری در ۱ آوریل ۲۰۱۴ در آمازون اختصاصی منتشر شد.